# 石码镇
石码镇，是中国历史上的一个镇，始设于明朝嘉靖五年（1526年），位于闽南地区的九龙江南岸，2003年撤销前为龙海市的市中心所在地，今为漳州市龙海区的区政府驻地石码街道。

## 历史沿革
该地本名石谿，宋初属龙溪县始安乡惠恩里，淳祐年间属十一都，明朝弘治元年设立锦江埠，嘉靖初年，该地在江岸构筑了石坝，故改称石码，并于嘉靖五年（1526年）正式设立石码镇。清朝于顺治元年（1644年）在当地设立水陆关卡与文武关署，康熙时期开始进驻水师，江东柳营司移驻此地，乾隆八年（1743年）正式设立石码厅，负责龙溪、海澄、南靖、长泰四县的海防事务。宣统时期石码厅裁撤，改为龙溪县第六（石码）区。中华民国成立后，拟设石码县，但未能实施。1936年，福建省政府升石码区为准县级石码特种区，但两年后就被撤销，恢复第六区建制，1942年后称龙溪县石码区，1945年撤区，复设石码镇。
中华人民共和国成立后，石码改设为县辖区，1950年属龙溪县第三区，1951年6月龙溪县城关区析出成立县级漳州市。1958年4月复称石码镇，1960年龙溪、海澄两县合并为龙海县后，县人民委员会设立在石码镇。1993年龙海撤县设市，仍以石码镇为行政中心，2003年，福建省人民政府同意撤销石码镇，改设石码街道办事处，虽民政部已以“石码街道”标注该地名，行政区划代码亦是街道级别，但国家统计局仍以“石码镇”标注该地名，行政区划代码亦是镇级别，直至2021年龙海撤市设区后国家统计局才改称“石码街道”并修改行政区划代码为街道级别。但至今，官方仍以“石码镇人民政府”的名称在龙海区政府网上发布公告。